# Almádi István
Almádi István (szováti), Doboka vármegyei birtokos nemes, az útirajz-irodalom képviselője.

## Élete
Tekintélyes erdélyi családból származott, és I. Apafi Mihály szolgálatában állt, akitől birtokadományt is kapott. Eleinte gróf Bánffy György, Doboka vármegyei főispán belső embere (telán jószágigazgatója), dobokai alispán és főbiró volt (1675–1683). 1687-ben ő adta át a fejedelem ajándékát az Erdély elfoglalására érkező V. Károly lotaringiai hercegnek. A császári hadak beszállásolásakor Apafi adószedővé és élelmezési biztossá nevezte ki. 1690-ben a zernyesti csata után Thököly Imre hadához csatlakozott és vele táborozott Erdélyben, majd innen kiszorulva a Havasalföldön; majd Nikápoly, Vidin, Nándorfehérvár, Karánsebes, Lippa s Jenő környékén. 1691-ben a török oldalán részt vett a szalánkeméni ütközetben is. A bujdosó fejedelem hű követője volt 1692 év végéig, mikor Thököly több erdélyi nemessel együtt hazabocsátotta őt Erdélybe. 1708-ban még élt, ekkor II. Rákóczi Ferenc híveként hallani felőle, mint aki Rabutin hadai elől Erdélyből Magyarországra menekült.

## Műve
Erdélyi és törökországi naplója, amelyet 1687. október 7.–től 1694. decemberig írt, megjelent a Monumenta Hungariae Historiae II. osztályának XXIII. kötetében. Pontos leírást ad a kuruc táborról, a hadviselési szokásokról, és az egyes hadi eseményekről.